# Хайбатово
Хайбатово (баш. Хәйбәт) — деревня в Белокатайском районе Республики Башкортостан Российской Федерации. Входит в состав Ургалинского сельсовета. 

## География

### Географическое положение
Расстояние до:
- районного центра (Новобелокатай): 60 км,
- центра сельсовета (Ургала): 8 км.

## Население
| 2002 | 2009 | 2010 |
| ---- | ---- | ---- |
| 173  | ↘166 | ↘143 |

Согласно переписи 2002 года, преобладающая национальность — башкиры (96 %).